# 芬利河
芬利河（Finlay River）位于加拿大不列颠哥伦比亚省中北部，发源于奥米尼卡山中的图塔德湖，最终注入威利斯顿湖，与帕斯尼普河一同形成皮斯河。芬利河的源头也被认为是马更些河的源头。
芬利河以探险家、皮草商约翰·芬利命名，他曾在1797年到达芬利河。